# 1316 год
1316 (ты́сяча три́ста шестна́дцатый) год  по юлианскому календарю — високосный год, начинающийся в четверг. Это 1316 год нашей эры, 6‑й год 2‑го десятилетия XIV века 2‑го тысячелетия, 7‑й год 1310‑х годов. Он закончился 709 лет назад.
| Пн | Вт | Ср | Чт | Пт | Сб | Вс |
|    |    |    | 1  | 2  | 3  | 4  |
| 5  | 6  | 7  | 8  | 9  | 10 | 11 |
| 12 | 13 | 14 | 15 | 16 | 17 | 18 |
| 19 | 20 | 21 | 22 | 23 | 24 | 25 |
| 26 | 27 | 28 | 29 | 30 | 31 |    |

| Пн | Вт | Ср | Чт | Пт | Сб | Вс |
|    |    |    |    |    |    | 1  |
| 2  | 3  | 4  | 5  | 6  | 7  | 8  |
| 9  | 10 | 11 | 12 | 13 | 14 | 15 |
| 16 | 17 | 18 | 19 | 20 | 21 | 22 |
| 23 | 24 | 25 | 26 | 27 | 28 | 29 |

| Пн | Вт | Ср | Чт | Пт | Сб | Вс |
| 1  | 2  | 3  | 4  | 5  | 6  | 7  |
| 8  | 9  | 10 | 11 | 12 | 13 | 14 |
| 15 | 16 | 17 | 18 | 19 | 20 | 21 |
| 22 | 23 | 24 | 25 | 26 | 27 | 28 |
| 29 | 30 | 31 |    |    |    |    |

| Пн | Вт | Ср | Чт | Пт | Сб | Вс |
|    |    |    | 1  | 2  | 3  | 4  |
| 5  | 6  | 7  | 8  | 9  | 10 | 11 |
| 12 | 13 | 14 | 15 | 16 | 17 | 18 |
| 19 | 20 | 21 | 22 | 23 | 24 | 25 |
| 26 | 27 | 28 | 29 | 30 |    |    |

| Пн | Вт | Ср | Чт | Пт | Сб | Вс |
|    |    |    |    |    | 1  | 2  |
| 3  | 4  | 5  | 6  | 7  | 8  | 9  |
| 10 | 11 | 12 | 13 | 14 | 15 | 16 |
| 17 | 18 | 19 | 20 | 21 | 22 | 23 |
| 24 | 25 | 26 | 27 | 28 | 29 | 30 |
| 31 |    |    |    |    |    |    |

| Пн | Вт | Ср | Чт | Пт | Сб | Вс |
|    | 1  | 2  | 3  | 4  | 5  | 6  |
| 7  | 8  | 9  | 10 | 11 | 12 | 13 |
| 14 | 15 | 16 | 17 | 18 | 19 | 20 |
| 21 | 22 | 23 | 24 | 25 | 26 | 27 |
| 28 | 29 | 30 |    |    |    |    |

| Пн | Вт | Ср | Чт | Пт | Сб | Вс |
|    |    |    | 1  | 2  | 3  | 4  |
| 5  | 6  | 7  | 8  | 9  | 10 | 11 |
| 12 | 13 | 14 | 15 | 16 | 17 | 18 |
| 19 | 20 | 21 | 22 | 23 | 24 | 25 |
| 26 | 27 | 28 | 29 | 30 | 31 |    |

| Пн | Вт | Ср | Чт | Пт | Сб | Вс |
|    |    |    |    |    |    | 1  |
| 2  | 3  | 4  | 5  | 6  | 7  | 8  |
| 9  | 10 | 11 | 12 | 13 | 14 | 15 |
| 16 | 17 | 18 | 19 | 20 | 21 | 22 |
| 23 | 24 | 25 | 26 | 27 | 28 | 29 |
| 30 | 31 |    |    |    |    |    |

| Пн | Вт | Ср | Чт | Пт | Сб | Вс |
|    |    | 1  | 2  | 3  | 4  | 5  |
| 6  | 7  | 8  | 9  | 10 | 11 | 12 |
| 13 | 14 | 15 | 16 | 17 | 18 | 19 |
| 20 | 21 | 22 | 23 | 24 | 25 | 26 |
| 27 | 28 | 29 | 30 |    |    |    |

| Пн | Вт | Ср | Чт | Пт | Сб | Вс |
|    |    |    |    | 1  | 2  | 3  |
| 4  | 5  | 6  | 7  | 8  | 9  | 10 |
| 11 | 12 | 13 | 14 | 15 | 16 | 17 |
| 18 | 19 | 20 | 21 | 22 | 23 | 24 |
| 25 | 26 | 27 | 28 | 29 | 30 | 31 |

| Пн | Вт | Ср | Чт | Пт | Сб | Вс |
| 1  | 2  | 3  | 4  | 5  | 6  | 7  |
| 8  | 9  | 10 | 11 | 12 | 13 | 14 |
| 15 | 16 | 17 | 18 | 19 | 20 | 21 |
| 22 | 23 | 24 | 25 | 26 | 27 | 28 |
| 29 | 30 |    |    |    |    |    |

| Пн | Вт | Ср | Чт | Пт | Сб | Вс |
|    |    | 1  | 2  | 3  | 4  | 5  |
| 6  | 7  | 8  | 9  | 10 | 11 | 12 |
| 13 | 14 | 15 | 16 | 17 | 18 | 19 |
| 20 | 21 | 22 | 23 | 24 | 25 | 26 |
| 27 | 28 | 29 | 30 | 31 |    |    |

## События

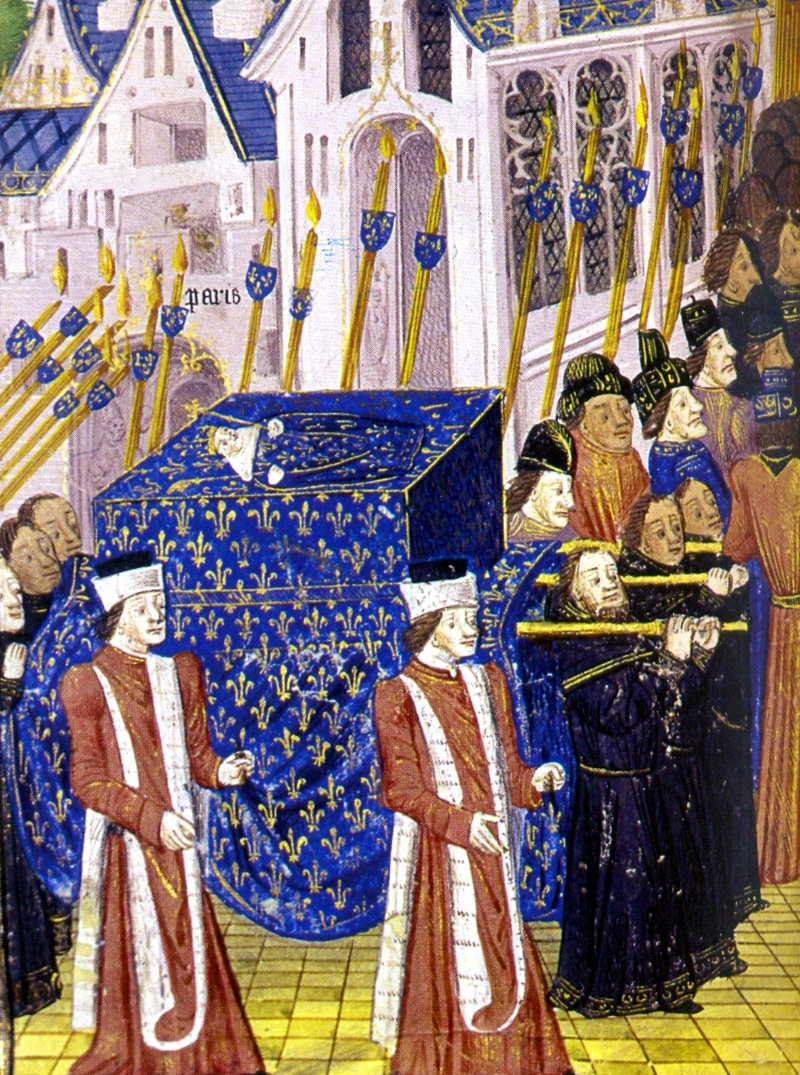
Похороны Иоанна I

- 1296—1328 — Первая война за независимость Шотландии[1].
  - 1315—1318 — Ирландский поход Эдуарда Брюса[2].
  - 26 января — битва при Скеррисе: армия Эдмунда Батлера разгромлена Эдуардом Брюсом.
  - 28 января—18 марта — Лливелин Брен восстаёт против англичан в Уэльсе. Неудача восстания.
  - Февраль — битва при Скайтмуире: победа шотландцев во главе с Джеймсом Дугласом над англичанами.
  - 1 мая — Эдуард Брюс коронован как Верховный король Ирландии[2].
- 1297—1330 — гражданская война в Ливонии. Серия военных конфликтов, в которой принимали участие две основные противоборствующие стороны — Рига и Ливонский орден[3].
- 1308—1317 — Северогерманская маркграфская война между Данией, Мекленбургом, Померанией и Тевтонским орденом с одной стороны и Бранденбургом и Ганзейской лигой с другой, за господство в южной части Балтийского моря[4].
- 1316—1317 — началась осада Гибралтара. Неудачная попытка войск Сеуты и Гранадского эмирата отбить Гибралтар, захваченный Фердинандом IV Кастильским в 1309 году[5].
- 22 февраля — битва при Пикотине: Фернандо Мальоркский побеждает силы Матильды де Эно.
- Апрель — май — окрестности Гуадикса. Мусульмане наносят поражение кастильцам.
- 5 июля — битва при Маноласе: силы Людовика Бургундского побеждают Фернанда Мальоркского и убивают его.
- 10 августа — вторая битва при Атенрае: разгром ирландцев во главе с королём Коннахта Фелимом Уа Конхобаром и его гибель, англичанами во главе с Уильямом де Бургом и Ричардом Бирмингемом.
- Август — битва при Гранзее: северогерманско-датский альянс во главе с Генрихом II Мекленбургским решительно побеждает силы Вальдемара Бранденбургского.
- Инквизиция поставила волшбу вне закона — колдуны приравнивались к еретикам, даже если они помогали бороться с голодом.
- Окончательное присоединение Пуату к королевскому домену.
- Первая кампания принца Педро против Гранады.
- Сеута. Яхъя ибн аль-Асафи вопреки воле Бану Маринов предоставляет помощь гранадскому флоту в сражении в проливе и побеждает христиан.
- Город Тырново (Болгария) захвачен турками.
- Началась война султана Ала-ад-дина с вассальными раджами Читора и Деогира, во время которой Ала-ад-дин умер. Разгорелась борьба за престол. От Дели отпали все деканские княжества.
- Все мосты в Париже снесены ледоходом.

## Русь
Правление: 1304—1318 — Михаил Ярославич
- Новгородцы попытались посадить на стол московского князя Юрия Даниловича, что привело к вооружённому конфликту[6].
- Январь — февраль — борьба между русскими великими князьями с поддержкой ордынцев за верховную власть в Новгородской земле[7].
- 10 февраля — битва под Торжком: Михаил Ярославич «со всею Низовьскою землею и с Татары» разбил новгородское войско во главе с Афанасием Даниловичем. Наместник Юрия Даниловича, его брат Афанасий Данилович и новгородские бояре оказались в заложниках в Твери (за их выкуп новгородцы выплатили значительные средства); укрепления Торжка по приказу великого князя были разрушены[6]. Новгородцы в данном сражении потеряли более одной тысячи человек[7].
- Восстановление в Новгороде власти великого владимирского и тверского князя Михаила Ярославича. Заключение невыгодного для Новгорода мира с Тверью. Вероломное пленение на пиру у великого князя Афанасия Даниловича и Фёдора Ржевского, новгородских и новоторжских бояр (позже отпущены за огромный выкуп). Разорение Торжка и продажа его населения в рабство[7].
- Михаил Ярославич получает с Великого Новгорода компенсация в 50.000 гривн серебра и вновь посылает туда своих наместников[8].
- Новгородцы отправляют своих послов в Орду с жалобой на Михаила Ярославича, однако тверичи их поймали. Новгородцы вновь изгоняют тверских наместников. В ответ Михаил опять идёт ратью на В. Новгород, но не дойдя 50 верст до города, на противоположном берегу озера Ильмень, его полки заблудились, после чего князь был вынужден возвратиться[8].
- Смена княжеской власти в Ростове и утверждение на княжении Василия Константиновича при поддержке ордынских послов Сабанчи и Казанчи. Разорение города и его округи "много зла сотвориша Ростову"[7].
- Лето 1316 — зима 1317 — подчинение и утверждение власти великого Владимирского, Новгородского и Московского князя Юрия Даниловича на территории Северо-Восточной Руси при поддержке ордынских князей Кавдыгай, Астрабыл и Острев[7].
- Разорение земель сторонников и союзников великого князя Михаила Ярославича вокруг Костромы, Ростова, Переяславля-Залесского, Дмитрова, а также северной части Тверского княжества (Клин)[7].
- Рубль впервые был упомянут в договорной грамоте Новгорода и тверского князя Михаила Ярославича.
- 1316—1478 — Торжок становится центром Новоторжского наместничества новгородского архиепископа[9].

## Начало правления
См. также: Список глав государств в 1316 году
- 1316—1334 — Папа римский Иоанн XXII (ок.1245-1334).
- Эдуард Брюс, брат короля Шотландии Роберта Брюса становится королём Ирландии.
- 1316 — король Франции и Наварры Иоанн I.
- Филипп V Длинный становится королём Франции.
- 1316—1341 — Великим литовским князем становится Гедимин — основатель династии Гедиминовичей[10].
- 1316—1335 — Иль-хан Абу Саид.
- 1316—1320 — Делийский султанат возглавил Кутб-уд-дин Мубарак.

## Родились
См. также: Категория:Родившиеся в 1316 году
- 2 марта — Роберт II, первый король Шотландии из династии Стюартов.
- 14 мая — Карл IV, король Чехии и император Священной Римской империи.
- Магнус VII Эриксон — король Норвегии и Швеции.
- Семён Гордый — великий князь московский с 1340 и владимирский с 1341.
- Барбур, Джон — шотландский поэт.
- Евфимий Суздальский — основатель и архимандрит Спасо-Евфимиева монастыря. Канонизирован в 1549 году.

## Скончались
См. также: Категория:Умершие в 1316 году
- 10 февраля — погибли в битве под Торжком новгородские бояре Андрей Климович, Михаил Павшинич, Юрий Мишинич.
- 5 июня — Людовик X Сварливый, король Франции.
- Пьетро д’Абано — врач и философ, профессор в Падуе, обвинён в ереси и умер в темнице.